# Corcovado Nemzeti Park
A Corcovado Nemzeti Park helyi nevén Parque Nacional Corcovado Costa Ricában van, 54 539 hektár szárazföldi terült, és 2400 hektárnyi tenger tartozik hozzá.

A nemzeti park a Cano-szigettel együtt 2003 óta a világörökség javaslati listáján szerepel.

## Története
A Corcovado Nemzeti Park-ot 1975-ben alapították.

## Természet földrajzi adottságai
A Costa Rica délnyugati részén elterülő Corcovado Nemzeti Park a dzsungel, a mocsár, a mangrove és több mérföldnyi elhagyatott tengerpart buja övezete, amelyet csupán nagy folyók és gyors folyású patakok szakítanak meg.
Ez Közép-Amerika legnagyobb Csendes-óceán menti alföldi esőerdeje.

## Állatvilága
Nyolc elkülönülő élőhely egyedülálló mozaikja a ritka állatok - hat vadmacskafaj, póni méretű tapír, óriás hangyász és a veszélyeztetett arakangának - mennyországává teszi ezt a helyet. 
Itt vadászik majmokra a világ legnagyobb és legerőteljesebb sasa, a hárpia, és kisemlősökre a háromméteres szurukuku kígyó. Sisakos baziliszkusz fut át a lusta folyókon, amelyekben krokodilok lesnek nagyobb falatra. A partokon tengeri teknősök fészkelnek, a part menti vizekben cápák járőröznek. 
A Corcovado karizmatikus élőlényei közül azonban a legjobban áhított törékeny, és rátermett ragadozó, a jaguár. Az 1960-as években egyszer már a helyi kihalás szélére sodródott, a park 1975-ös létrehozása óta azonban állománya több mint megháromszorozódott.

## Turizmus
A Corcovado különleges ökoszisztéma-összetétele világszerte felkeltette az ökológusok figyelmét, s ez következésképpen megnyitotta a parkot az ökoturizmus számára. 
Három göröngyös, tekervényes ösvénnyel összekötött kutatóállomás teszi lehetővé a nemzeti park gazdagságának felfedezését.

## Képgaléria

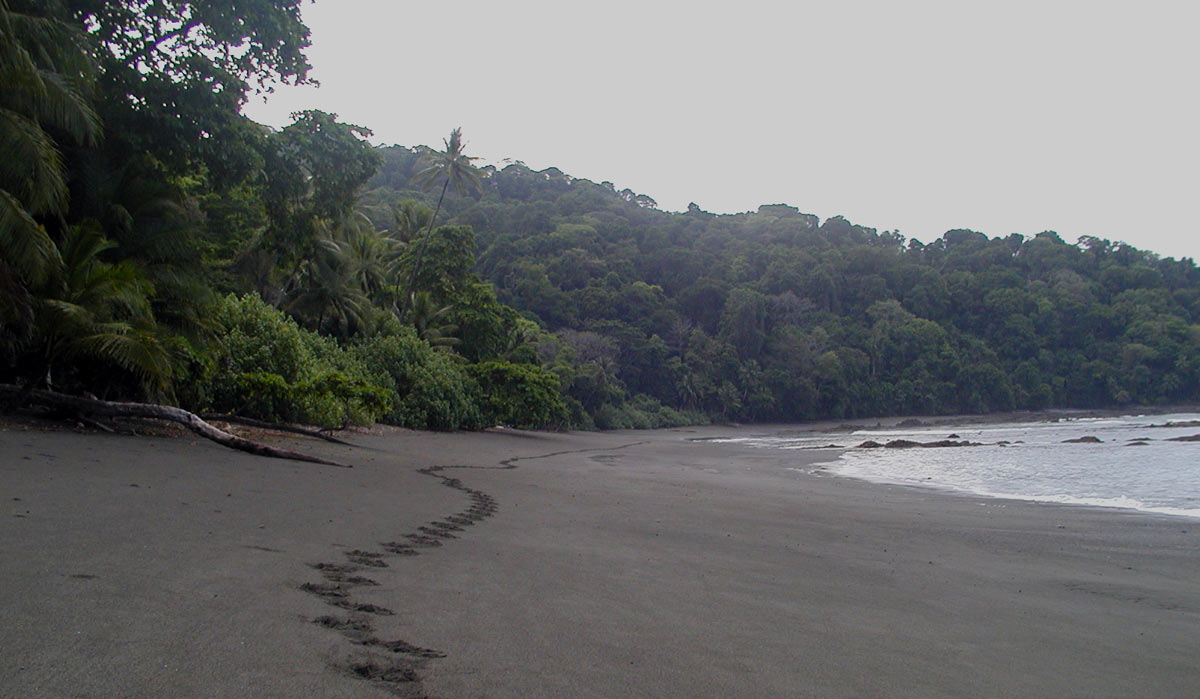
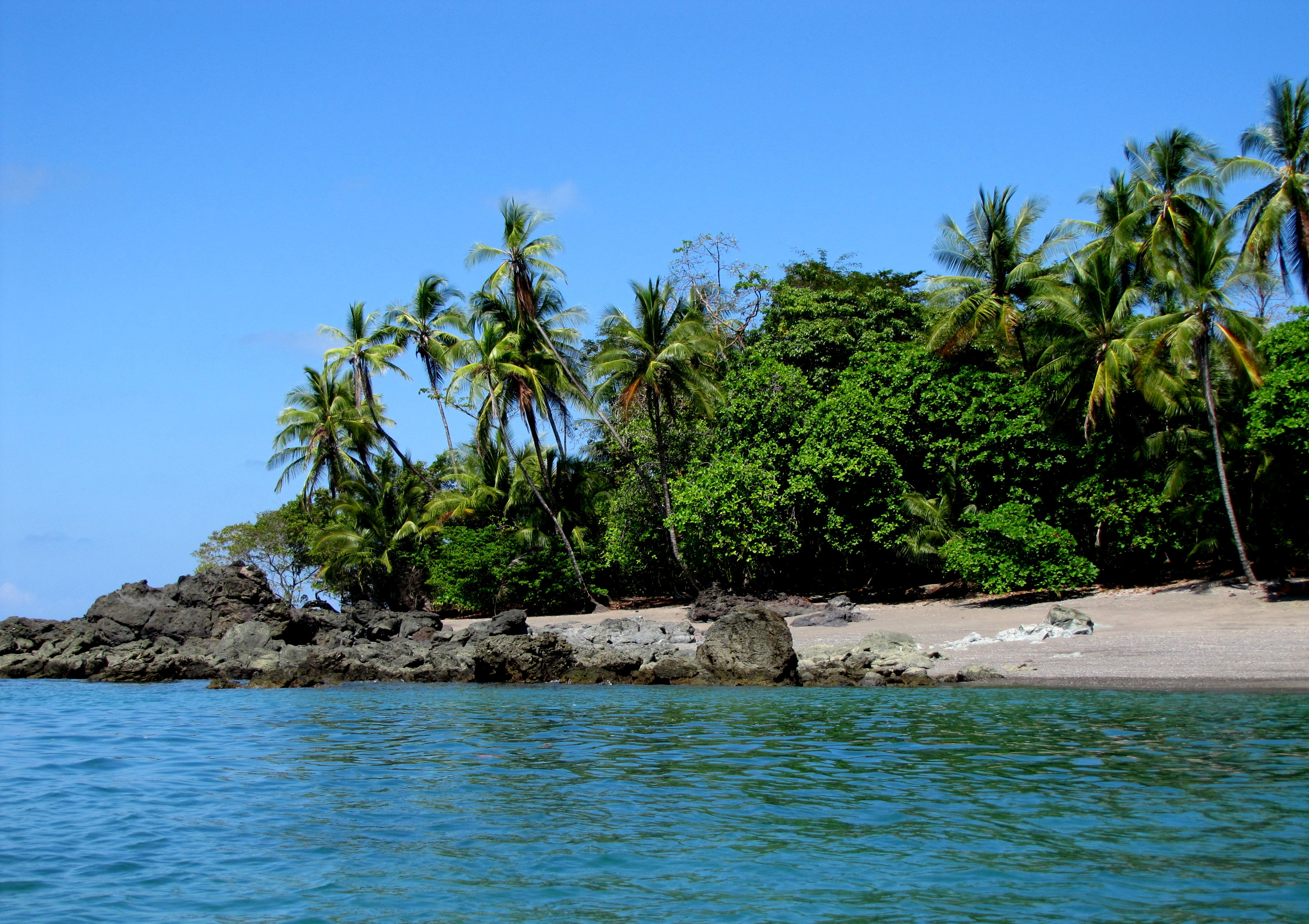
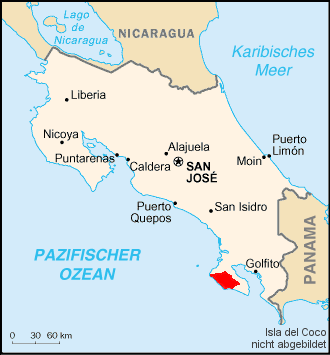
A nemzeti park elhelyezkedése
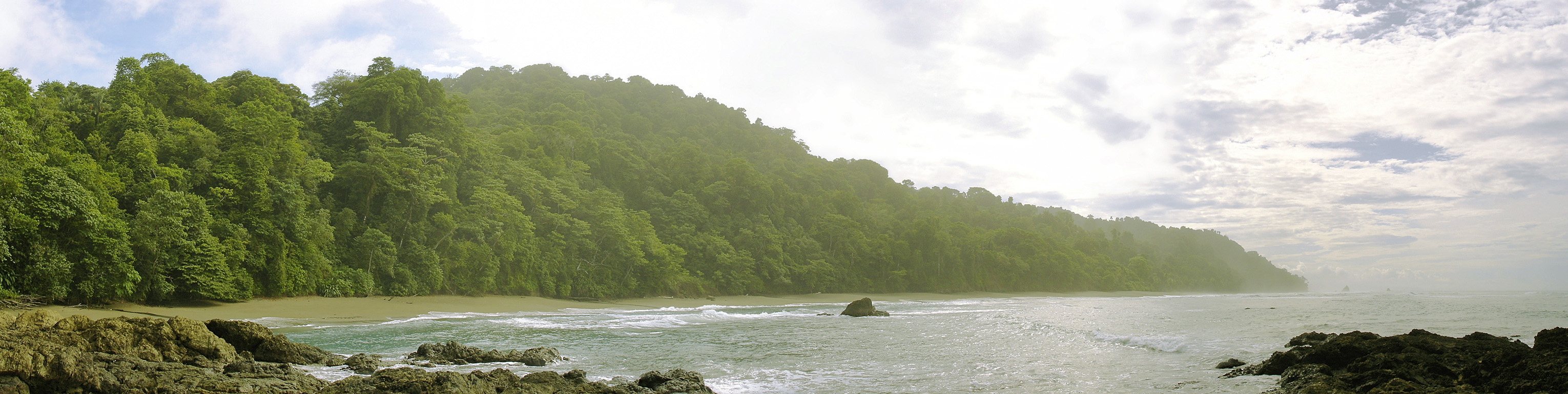
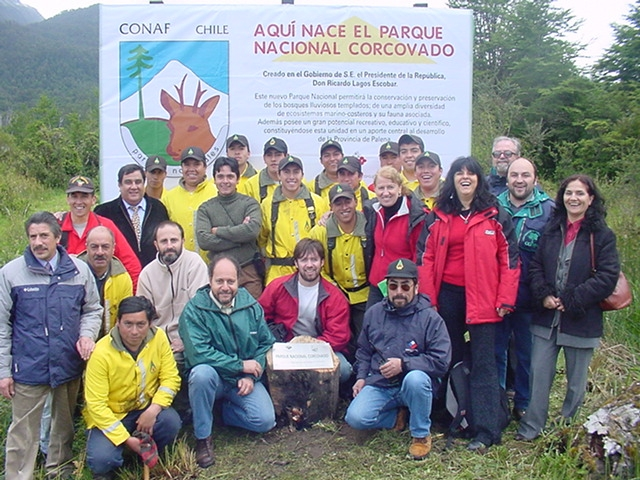
Környezetvédők a Corcovado Nemzeti Parkban